# سید یوسف
سید یوسف (انگلیسی: Sayed Yusuf; ۱ ژانویهٔ ۱۸۹۵ – ۸ دسامبر ۱۹۷۹) بازیکن هاکی روی چمن اهل هند بود.
وی به‌همراه تیم ملی هاکی روی چمن مردان هند به قهرمانی بازی‌های المپیک تابستانی ۱۹۲۸ دست پیدا کرده‌است.